# Ktenasite
La ktenasite è un minerale appartenente al gruppo della devillina.
Il minerale prende il nome dal mineralogista greco Costantine A. Ktenas.

## Abito cristallino
Tabulare.

## Origine e giacitura
In vecchie scorie di piombo alterate da acqua di mare o in giacimenti di rame.

## Forma in cui si presenta in natura
In gruppi di cristalli tabulari.

## Proprietà chimico-fisiche
- Peso molecolare: 758,33 grammomolecole[1]
- Indice di elettroni: 2,92 g/cm³[1]
- Indici quantici[1]:
  - Fermioni: 0,0052807029
  - Bosoni: 0,9947192971
- Indice di fotoelettricità[1]:
  - PE: 19,14 barn/elettroni
  - ρ: 55.83 barn/cm³
- Indice di radioattività: GRapi: 0 (Il minerale non è radioattivo)[1]

## Località di ritrovamento
- In Europa[3]: in una miniera nel Laurion in Grecia ove fu scoperto mediante un unico campione con serpierite, glaucocerinite e smithsonite nel 1950; Glemsrudhollen presso Modum in Norvegia; Schio in provincia di Vicenza.
- Negli Stati Uniti[3]: in una miniera dell'Arizona ove è stata trovata insieme ad olivenite e brochantite; a Creede nel Colorado.